# 企業再建整備法
企業再建整備法（きぎょうさいけんせいびほう、昭和21年10月19日法律第40号）は、会社経理応急措置法の適用を受けるものについて、戦時補償特別税を課せられること等によって生じた損失を適正に処理し、企業再建の促進・産業の健全な回復および振興を図ることに関する日本の法律である。

## 概要
戦時補償特別措置法に基づく戦時補償特別税によって、政府が負っていた戦時補償債務は事実上無効とされた。これにより企業の資金繰りが困難となったため、政府は会社経理応急措置法・金融機関経理応急措置法などを制定して救済策を講じた。本法は、主に会計経理応急措置法によって特別経理会社の適用を受けた企業や、太平洋戦争終結によって在外資産を喪失した企業を対象に、その再建もしくは整理を目的として制定された。